# Литературно-мемориален музей на Михаил Булгаков
Литературно-мемориалният музей на Михаил Булгаков, популярно наричан Къщата на Булгаков, е музей в Киев, Украйна, посветен на родения в града руски писател Михаил Булгаков. Музеят се намира на ул. „Андреевский спуск“ № 13 в централната част на града.
Решението за създаването на музея е взето през февруари 1989 година и през следващите две години сградата търпи основен ремонт, а музейната сбирка се събира от научен колектив от специалисти по творчеството на Булгаков. Музеят отваря врати за публика на 15 май 1991 година по повод 100-годишнината от рождението на писателя.
Двуетажната сграда на музея е построена през 1888 година по проект на архитекта Н. Гарденин. В нея Булгакови живеят в продължение на 13 години – от 1906 до 1919 година. Не всички вещи от интериора са автентичните вещи от времето на Булгаков: които не са, като столове, пиано и бюра, са решени в съответната за времето стилистика и боядисани в бяло, за да подчертават контраста с автентичните вещи, оставени в оригиналния им вид. На стената до входа е поставена мемориална плоча с портрета на Булгаков. На 19 октомври 2007 година на територията на музея е открит паметник на писателя, дело на скулптора Н. Рапай.
Литературно-мемориалната експозиция включва обиколка на седем стаи в къщата, разположени на втория етаж. В гостната семеен албум представя документални фотографии на историята на рода Булгакови – Покровски. В медицинския кабинет на доктор Булгаков и доктор Турбин е представен животът в киевския университет от началото на 20 век, снимки на професори и състуденти на Булгаков. Обиколката допълват трапезарията, спалнята, библиотеката и две стаи. Представената експозиция е от около 3000 експоната, от които около 500 са били притежание на Булгаков и включват лични вещи, книги, пощенски картички и снимки, документиращи живота и творчеството на писателя и неговото обкръжение. Атмосферата в къщата отразява живота на писателя – като учител в средното училище, като студент по медицина, като семеен лекар и като писател.
Персоналът на музея извършва значителни проучвания на творчеството на Булгаков, публикува неиздавани материали, извършва консултации по творчеството на писателя и организира редовни литературни срещи, камерни концерти и срещи с творци и общественици. По данни на музея, той се посещава от до 20 хиляди души годишно. През 2009 година музеят се присъединява към инициативата „Нощ на музеите“.

## Галерия
- Автентичното черно пиано във вестибюла
- Неавтентичното бяло пиано
- Бюро и настолна лампа в стая от музея
- Барелеф на Булгаков до входа на сградата